# 1983 en jeu
Chronologie du jeu
- 1979
- 1980
- 1981
- 1982
- 1983
- 1984
- 1985
- 1986
- 1987

Cet article présente les faits marquants de l'année 1983 concernant le jeu.

## Évènements

### Compétitions
- 9 octobre : le Japonais Ken’Ichi Ishii remporte le VIIe championnat du monde d’Othello à Paris.

## Sorties
- Battlecars, Ian Livingstone et Gary Chalk, Games Workshop
- version française de Donjons et Dragons, dite « la boîte rouge », Transecom
- Légendes,  Stéphane Daudier, Marc Deladerriere, Philippe Mercier, Jean-Marc Montel et Guillaume Rohmer, Jeux Descartes : deuxième jeu de rôle français publié
- Palladium Fantasy Role-Playing Game, Kevin Siembieda et Erick Wujcik, Palladium Books
- L'Ultime Épreuve, Fabrice Cayla, Jeux Actuels : premier jeu de rôle français publié